# 賀耀組
賀 耀組（が ようそ）は、中華民国・中華人民共和国の軍人・政治家・外交官。湘軍（湖南軍）の軍人で、国民革命軍でも要職をつとめ、蔣介石の腹心と目された。なお済南事件で日本軍と衝突した軍は、賀が率いていたものである。後年、蔣と対立し、中華人民共和国に転じた。号は貴厳。

## 事績

### 湘軍での台頭
地方幕僚（官吏）の家庭に生まれる。1905年（光緒31年）、湖南新軍の募兵に応じて兵士となる。後に湖南陸軍小学で学んだ。1909年（宣統元年）の卒業後に武昌陸軍中学へ、さらに保定陸軍軍官学校へと進学した。同学校第1期生として卒業した後の1911年（宣統3年）に日本へ留学し、東京振武学校で学ぶ。同年7月、劉揆一の紹介で中国同盟会に加入した。
10月、武昌起義（辛亥革命）が勃発すると、賀耀組は蘇州に向かい、江蘇の革命軍に加入して活動した。1914年（民国3年）夏、日本に戻って陸軍士官学校に進学し、中国学生隊第11期で学ぶ。このとき、何応欽・朱紹良が同学だった。1916年（民国5年）、卒業・帰国している。
帰国後は湘軍（湖南軍）に属し、第1師師長趙恒惕配下となる。以後着実に軍功を重ね、1920年（民国9年）に賀耀組は第1旅旅長に昇進し、翌年、趙が湘軍総司令として湖南省における軍政の実権を握った。1923年（民国12年）7月、孫文（孫中山）支持派の譚延闓が湖南省に攻め寄せてくると、賀は趙の命で迎撃に向かい、譚を駆逐している。この軍功で賀は第1師師長に昇進し、常徳に駐留した。

### 北伐参加と済南事件
1926年（民国15年）春、賀耀組と同僚の湘軍指揮官であった唐生智が趙恒惕を駆逐すると、賀はやはり同僚であった葉開鑫と連合し、さらに北京政府の呉佩孚の支援も受けて唐討伐を図る。葉・賀は、いったんは長沙から唐を追い払ったが、まもなく唐は国民政府側に易幟して国民革命軍第8軍軍長となり、広東から出撃した国民革命軍主力の援助も受けた。これにより戦局は完全に逆転して賀は劣勢に追い込まれ、ついに賀自身も国民革命軍に易幟している。ただし、唐率いる第8軍には属さず、李宗仁ら新広西派（新桂系）の第7軍第2師師長として加わった。
同年10月、直ちに賀耀組は北伐に参加して江西省へ進撃し、北京政府側の孫伝芳軍を撃破、11月には九江を占領している。次いで軍を率いて南京に至り、1927年（民国16年）3月、第40軍軍長に昇進して、何応欽・魯滌平・程潜と南京を共同で警備した。このときの仕事振りを蔣介石に評価され、賀は蔣腹心としての地位を得ることになる。上海クーデター（四・一二政変）の後、賀は中央政治委員会委員、江蘇省政務委員会委員、軍事委員会委員となり、さらに1928年（民国17年）1月、南京衛戍司令に任ぜられた。
同年3月、賀耀組は第1集団軍第3縦隊総指揮を兼任し、まもなく第3軍団総指揮として山東方面へ出撃する。賀は各地で北京政府側の張宗昌軍を撃破し、4月末に済南へ攻め入った。ところがこの際に賀の軍と日本軍との衝突が発生し、日本と国民政府との間の紛糾をもたらす。いわゆる済南事件である。日本側は事件の責任者として賀の罷免を蔣介石に要求し、蔣もやむなく賀を第3軍団総指揮兼南京衛戍司令の地位から罷免した。同年11月、賀は訓練総監部副総監として復帰している。

### 蔣介石の腹心に
1929年（民国18年）5月、賀耀組は国民政府参軍長代理に任命され、翌1930年（民国19年）2月、正式に参軍長となった。中原大戦に際しては徐州行営主任に任命され、馮玉祥配下の切り崩し・篭絡に貢献している。1931年（民国20年）11月、中国国民党第4期中央執行委員に選出され、その翌月には甘寧青宣慰使兼甘粛省政府委員に任ぜられた。翌年4月、参謀本部参謀次長に任ぜられている。
この頃、賀耀組は蔣介石に対してトルコとの外交関係樹立を進言して蔣に受け入れられ、1934年（民国23年）11月から1937年（民国26年）春まで、駐トルコ公使をつとめた。その間に陸軍中将銜を授与され、国民党第5期中央監察委員に選出されている。公使の任務を終えて帰国後、1937年（民国26年）4月から12月まで朱紹良の代理として甘粛省政府主席をつとめた。
日中戦争（抗日戦争）勃発後の1938年（民国27年）初めに、賀耀組は軍事委員会弁公庁主任に任命され、さらに陸軍上将銜を授与された。1940年（民国29年）4月、軍事委員会委員長侍従室第1処主任兼全国経済委員会秘書長に任ぜられ、1942年（民国31年）秋には、国家総動員会秘書長も兼任して国内物資統制に従事している。以上の職歴からも明らかなように、賀は蔣介石の信任厚く要職を多く任されていた。

### 蔣介石との対立、晩年
しかし戦時中から、賀耀組は中国共産党との交流も開始している。例えば八路軍の蘭州弁事処主任謝覚哉は、賀と同郷の友人であり、第2次国共合作前後から謝と常に交流するようになった。また、妻の倪斐君も中ソ文化協会婦女委員会をつとめるなどして共産党との接触が常時存在し、倪自身も共産党に好意的・同情的であった。これらの影響もあって、賀は次第に容共の方向へと傾いていくことになる。また、1942年（民国31年）12月に重慶市長に賀は任ぜられたが、この頃から容共・反共問題や重慶の行政施策等をめぐって蔣と常時対立することになり、両者の信頼関係も完全に崩壊してしまった。
1945年（民国34年）5月、賀耀組は国民党第6期中央監察委員に任ぜられたが、同年11月、重慶市長を辞任する。まもなく王大楨（王芃生）らと南京で新亜洲協会を設立し、国際情勢に関する雑誌『新亜洲月刊』を創刊した。1947年（民国36年）5月に戦略顧問委員会委員、1949年（民国38年）3月に行政院政務委員に任ぜられたが、賀は国共内戦を推進する蔣介石に不満を抱いており、実際の職務には関わらなかった。
同年春、賀耀組は香港に移って中国国民党革命委員会（民革）に加入し、8月、中国共産党への起義を宣言して北京入りしている。中華人民共和国建国後は、中南軍政委員会委員兼交通部部長、民革中央常務委員、全国人民代表大会代表（第1期・第2期）、中国人民政治協商会議全国委員会委員（第1期・第2期）を歴任した。1961年7月16日、北京市にて病没。享年73（満72歳）。

## 著作
- 『津浦線上蔣閻兩軍戰況概述』
- 『1928年日軍侵占濟南的回憶』

## 注
1. 1 2  劉世善（2002）、258頁。
2. 1 2 3 4 5 6  徐主編（2007）、2107頁。
3. 1 2 3 4 5 6 7 8 9 10 11 12  劉国銘主編（2005）、1800頁。
4. ↑  劉世善（2002）、258-259頁。
5. ↑  劉世善（2002）、259-260頁。
6. ↑  東亜問題調査会編（1941）、34頁は、1927年の南京事件を起こしたのは賀耀組の部隊と記述しているが、実際には賀は関与しておらず、誤った記述である（同事件最大の責任者は程潜）。
7. ↑  劉世善（2002）、260-261頁。
8. 1 2 3  劉世善（2002）、261頁。
9. ↑  徐主編（2007）、2107-2108頁。
10. 1 2 3 4 5  徐主編（2007）、2108頁。
11. ↑  劉世善（2002）、261-262頁。
12. ↑  劉世善（2002）、262頁。
13. 1 2  劉世善（2002）、263頁。